# مارتین فلسن
مارتین فلسن (انگلیسی: Martin Felsen; ۱۹۶۸ (۵۶–۵۷ سال) – ) معمار اهل ایالات متحده آمریکا است.